# Romería de Tegueste
La Romería de Tegueste o Romería en Honor a San Marcos Evangelista, es una romería popular que se celebra el último domingo de abril en el municipio de Tegueste (Tenerife, Canarias, España). La Romería en honor a San Marcos Evangelista es una de las romerías más populares de la isla y del archipiélago. Miles de personas acuden desde prácticamente toda la isla para presenciar el paseo romero. Las impresionantes carretas decoradas características de Tegueste acompañan a las parrandas en su recorrido, mientras todos los asistentes disfrutan de la música, el baile, el vino del país y la buena comida canaria que reparten los romeros.

## Historia
Los antiguos aborígenes celebraban las fiestas de primavera, donde pedían a su dios Achamán por los ganados, pastos y cosechas; dejando para ello sus numerosas rencillas, organizando bailes, luchas y banquetes.
Tras la conquista castellana y el asentamiento en el Valle de Tegueste, Marina Hernández de Vera fundó la primera Iglesia de San Marcos, año de 1530. A partir de estos momentos, las Fiestas de San Marcos comienzan a celebrarse el 25 de abril, coincidiendo con las antiguas celebraciones aborígenes, y contribuyendo así a una mejor unificación de la nueva sociedad.
El paso del tiempo añade más riqueza a la fiesta. La peste que asoló la isla de Tenerife en 1582, de la cual se libra Tegueste, supone la introducción del “barco de tierra adentro” como ofrenda al Santo Patrón salvador. Con ellos, la fiesta gana en matices y se introduce “La Librea”, representada por las milicias de defensa de la Isla. En ella se reproduce el ataque de los barcos a un castillo, recordando las constantes amenazas que sufrieran las islas desde el mar. Actualmente, esta última representación tradicional tiene lugar en septiembre, con la festividad de la Virgen de los Remedios.
A comienzos del presente siglo la fiesta se convierte en “feria de ganado”, bendecida por San Marcos. La mecanización del campo provoca que en 1969 un grupo de teguesteros apegados al folclore, en “La Romería” como hoy la conocemos en su XLIV edición.
Muchos siglos han pasado, pero las fiestas de la primavera, la Romería de San Marcos, sigue reflejando, antiguas creencias, tradiciones y lo que es más importante, la gran alegría de vivir.

## Actos
Los elementos más característicos y diferenciadores de Tegueste son los Barcos y la Danza de las Flores.
En primer término se aprecia la Danza de las Flores, con el recordado José González  “el tamborero”, junto a su hermano Luis quien sustenta el palo central de la estructura de las varas. Ambos personajes han permitido datar la imagen en torno a 1940. Los que bailan son todos hombres pues la participación de la mujer se inicia en la década de los 70 del pasado siglo con Carmen González, hija del “tamborero”.
Detrás de la danza se alza uno de los cuatro Barcos que participan en la fiesta (San Luis, Tegueste, El Socorro y Pedro Álvarez). Por la hechura de sus velas se trata del barco de Tegueste. La altura de palos es superior a los de los barcos actuales que se han tenido que adaptar a las exigencias que impone el tendido eléctrico. Jóvenes ataviados con trajes típicos se asoman por la “borda” del barco o se suben a los palos para contemplar el paso de la danza. 
“Danzas, barcos y otras diversiones” así se refería en 1814 el alcalde Juan Manuel González a las principales manifestaciones festivas del pueblo. Hay constancia de que en el siglo XVII ya se bailaba ante San Marcos el día de su fiesta. En cuanto a los Barcos, en un principio asociados a la festividad de Nuestra Señora de los Remedios, desde al menos mediados del siglo XIX, acompañan al Santo en su procesión
Al día siguiente, se celebra el "día del carretero", consistente en la exposición de todas las carretas en una calle del municipio y ofreciéndose a todos los visitantes. El trigo, la cebada, el arroz, la amapola, el mijo, sirven de instrumentos para las “chapas” de las carretas, creando hermosos “collages” de forma natural, inspirados en el imaginario y tradiciones canarias. La combinación, el tueste del grano, la selección, crea múltiples tonalidades, sombras y colores. Un espectáculo visual que muchas veces pasa desapercibido en el “gran domingo”, pero que no debe perderse. El lunes siguiente, Día del Carretero, fiesta en la Villa,  permite ver estas obras de arte con mayor detenimiento y con un buen vaso de vino.

## Influencia
El grupo folklórico canario Los Gofiones compusieron una canción en honor a esta romería llamada “En Abril de Romería”.